# Mark Muir Mills
Marque Muir Moulins (né le 8 août 1917 et mort le 7 avril 1958) était un physicien nucléaire américain et un développeur de bombes atomiques.

## Biographie
Mark est né à Estes Park dans le Colorado. Avant d'entrer à l'université, il a fréquenté l'Estes Park High School, puis a déménagé à l'école secondaire de Fort Lauderdale, en Floride. Il a reçu son B. S. du California Institute of Technology en 1940. Pendant la Seconde Guerre mondiale, il a été physicien au Jet Propulsion Laboratory, où il a dirigé la section des propergols solides. Il a également été professeur de physique et chargé de cours au département aéronautique de Caltech.
C'est pendant la guerre en 1942 qu'il épouse Pauline Riedeburg. Il obtient son doctorat en physique à Caltech en 1948.
Après l'obtention de son diplôme, il a commencé à travailler chez North American Aviation, où il a effectué des travaux théoriques dans leur département de recherche sur l'énergie atomique. Ses collègues et lui ont apporté une contribution précieuse dans le domaine de la technologie des réacteurs nucléaires. En 1951, il est devenu directeur technique du Projet SQUID à l'Université de Princeton, où des recherches fondamentales ont été effectuées dans le domaine de la propulsion des avions. En 1952, il reprend son travail de conception de réacteurs en Amérique du Nord.
En 1954, il rejoint le laboratoire de rayonnement à l'Université de Californie, devenant chef de la division théorique. En 1955, il devient professeur à temps partiel à l'université, sur le sujet de la théorie des réacteurs nucléaires. Il a également participé à l'organisation du programme de génie nucléaire de l'établissement. Il deviendra professeur de génie nucléaire à l'université en 1957. Il a également été nommé président de la division génie nucléaire de l'école.
En 1958, il prend un congé pour devenir directeur adjoint du laboratoire de rayonnement de Livermore à l'Université de Californie. C'est au cours de cette période qu'il a été tué lors d'un accident à l'Eniwetok Proving Ground, situé sur l'atoll d'Eniwetok dans les Îles Marshall. Il volait dans un hélicoptère qui a été renversé par une pluie torrentielle. Cet accident s'est produit pendant les préparatifs d'une série d'essais de bombes atomiques.
Le Dr Mills et sa femme ont eu deux enfants, Mark John et Ann.